# Episodi di Riverdale (quinta stagione)
La quinta stagione della serie televisiva Riverdale, composta da diciannove episodi, è stata trasmessa in prima visione assoluta dalla rete televisiva The CW in due parti, composte rispettivamente da 10 e 9 episodi: la prima dal 20 gennaio 2021 al 31 marzo 2021 e la seconda dall'11 agosto 2021 al 6 ottobre 2021.
In Italia i primi dieci episodi della stagione sono stati trasmessi dal 4 marzo 2021 sul canale televisivo Premium Stories e riproposti su Prime Video il 4 gennaio 2022, mentre i restanti nove sono stati pubblicati sulla piattaforma targata Amazon il successivo 10 gennaio. La stagione è stata interamente rilasciata da Netflix il 1º febbraio 2022.
Gli antagonisti principali sono: Hiram Lodge, Chad Gekko e il Killer della Lonely Highway.
| n°            | Titolo originale                                | Titolo italiano                                         | Prima TV USA      | Prima TV Italia |
| Prima Parte   | Prima Parte                                     | Prima Parte                                             | Prima Parte       | Prima Parte     |
| ------------- | ----------------------------------------------- | ------------------------------------------------------- | ----------------- | --------------- |
| 1             | Chapter Seventy-Seven: Climax                   | Capitolo settantasette: "L'ultimo ballo"                | 20 gennaio 2021   | 4 marzo 2021    |
| 2             | Chapter Seventy-Eight: The Preppy Murders       | Capitolo settantotto: "Il segreto di Jellybean"         | 27 gennaio 2021   | 11 marzo 2021   |
| 3             | Chapter Seventy-Nine: Graduation                | Capitolo settantanove: "Fine di un'era"                 | 3 febbraio 2021   | 18 marzo 2021   |
| 4             | Chapter Eighty: Purgatory                       | Capitolo ottanta: "Purgatorio"                          | 10 febbraio 2021  | 25 marzo 2021   |
| 5             | Chapter Eighty-One: The Homecoming              | Capitolo ottantuno: "Ritorno a casa"                    | 17 febbraio 2021  | 1º aprile 2021  |
| 6             | Chapter Eighty-Two: Back to School              | Capitolo ottantadue: "Ritorno a scuola"                 | 24 febbraio 2021  | 8 aprile 2021   |
| 7             | Chapter Eighty-Three: Fire in the Sky           | Capitolo ottantatré: "Bagliori nel buio”                | 10 marzo 2021     | 15 aprile 2021  |
| 8             | Chapter Eighty-Four: Lock and Key               | Capitolo ottantaquattro: "Coppie in crisi”              | 17 marzo 2021     | 22 aprile 2021  |
| 9             | Chapter Eighty-Five: Destroyer                  | Capitolo ottantacinque: "Demolitore”                    | 24 marzo 2021     | 29 aprile 2021  |
| 10            | Chapter Eighty-Six: The Pincushion Man          | Capitolo ottantasei: "L'uomo puntaspilli”               | 31 marzo 2021     | 6 maggio 2021   |
| Seconda Parte |                                                 |                                                         |                   |                 |
| 11            | Chapter Eighty-Seven: Strange Bedfellows        | Capitolo ottantasette: "Strane alleanze"                | 11 agosto 2021    | 10 gennaio 2022 |
| 12            | Chapter Eighty-Eight: Citizen Lodge             | Capitolo ottantotto: "Cittadino Lodge"                  | 18 agosto 2021    | 10 gennaio 2022 |
| 13            | Chapter Eighty-Nine: Reservoir Dogs             | Capitolo ottantanove: "Cani abbandonati"                | 25 agosto 2021    | 10 gennaio 2022 |
| 14            | Chapter Ninety: The Night Gallery               | Capitolo novanta: "La galleria notturna"                | 1º settembre 2021 | 10 gennaio 2022 |
| 15            | Chapter Ninety-One: The Return of the Pussycats | Capitolo novantuno: "Le Pussycats"                      | 8 settembre 2021  | 10 gennaio 2022 |
| 16            | Chapter Ninety-Two: Band of Brothers            | Capitolo novantadue: "Fratelli caduti"                  | 15 settembre 2021 | 10 gennaio 2022 |
| 17            | Chapter Ninety-Three: Dance of Death            | Capitolo novantatré: "Danza mortale"                    | 22 settembre 2021 | 10 gennaio 2022 |
| 18            | Chapter Ninety-Four: Next to Normal             | Capitolo novantaquattro: "Next to Normal"               | 29 settembre 2021 | 10 gennaio 2022 |
| 19            | Chapter Ninety-Five: Riverdale: RIP(?)          | Capitolo novantacinque: "Riverdale: Riposa in pace (?)" | 6 ottobre 2021    | 10 gennaio 2022 |

## Capitolo settantasette: "L'ultimo ballo"
- Titolo originale: Chapter Seventy-Seven: Climax
- Diretto da: Pamela Romanowsky
- Scritto da: Ace Hasan e Greg Murray

### Trama
Betty e Jughead continuano le loro indagini sul misterioso Cineasta. Le prove a favore conducono i due al Blue Velvet, dove lavora un certo David, che però ammette di non avere niente a che fare con le videocassette che circolano a Riverdale. Betty e Jug decidono quindi di rivolgersi a Bret, visto il suo precedente coinvolgimento in alcune cassette hard, così il giovane consiglia loro di allettare David con un film snuff per guadagnarsi un posto alle proiezioni clandestine organizzate dall’uomo. Con l’aiuto di Cheryl e Reggie, la coppia realizza un filmato apparentemente violento da consegnare a David, ma purtroppo il loro piano fallisce. Fortunatamente, Betty riesce a procurarsi l’accesso alle serate consegnando a David il video in cui sua nonna manipola la mente del padre Hal per farlo diventare successivamente lo spietato Black Hood. Quando Betty e Jughead entrano nel condominio in cui si stanno svolgendo festini e riproduzioni inquietanti, nella vana speranza di rintracciare il Cineasta, incappano proprio in Jellybean, giunta lì grazie a dei contatti con i suoi amici. Nel frattempo, Archie è in lizza per un’ipotetica iscrizione all’Accademia Navale, perciò Ronnie propone di allestire un combattimento a El Royale tra il ragazzo e l’altro aspirante lottatore, di nome K.O. Kelly, il fidanzato di Katy Keene. La sera prima dell’incontro, a Le Bonne Nuit, Veronica sorprende Archie intonando la canzone che lui aveva scritto per Betty, pensando fosse per lei. Il giorno dello scontro, Archie e K.O. danno il massimo per fare bella figura agli occhi del Comandante dell’Accademia, ma l’esito della sfida vede K.O. vincitore e, di conseguenza, ammesso alla scuola.
Intanto, Cheryl e Toni si godono gli ultimi giorni a scuola in vista dell’imminente ballo, ma quando Cheryl chiede a Toni di conoscere la sua famiglia per la ricorrenza, la ragazza sembra non essere d’accordo dal momento che teme che i suoi nonni ancora non accettino l’idea della sua bisessualità. Cheryl, allora, prende le redini della situazione e fa visita ai nonni di Toni, scoprendo che la loro maggiore preoccupazione non riguarda l’orientamento della nipote, bensì la sua relazione con una Blossom, dato che la famiglia di questi ha rovinato quella di Toni, il che crea inevitabilmente una frattura tra le due. Il gran ballo di fine anno arriva, e i ragazzi passano insieme un'incredibile e memorabile serata, finché Veronica non prospetta ad Archie l’idea di rimandare di un anno i suoi studi all’università per dedicarsi nel nuovo incarico da vicesindaco del ragazzo offertogli da Hiram. La notizia spinge Archie a smettere di far finta di niente, e rivela dunque la verità sul suo bacio con Betty a Veronica, la quale, per quanto amareggiata, pone fine alla loro relazione, ma decidono insieme di tenere la cosa nascosta a Jughead per evitare ulteriori problemi anche nel suo rapporto con Betty.
Proprio quando Cheryl e Toni vengono incoronate reginette, il ballo viene bruscamente interrotto dalla riproduzione di un video nel quale i sosia mascherati del gruppo uccidono qualcuno chiamato David, così Betty e Jug corrono al Blue Velvet per accertarsi che il vero David sia vivo, ma non trovano niente all’infuori di una maschera da gufo e una videocamera. A serata terminata, Toni comunica a Cheryl di volersi prendere una pausa per permettere ai nonni di metabolizzare al meglio la loro condizione, mentre Veronica si sfoga con la madre Hermione riguardo alla rottura con Archie.
Infine, tornando a casa, Archie trova una videocassetta che contiene una rievocazione dell’attimo in cui il Black Hood puntò una pistola alla tempia di Archie da Pop’s.
- Guest stars: Zane Holtz (K.O. Kelly)
- Ascolti USA: 0,63 milioni

## Capitolo settantotto: "Il segreto di Jellybean"
- Titolo originale: Chapter Seventy-Eight: The Preppy Murders
- Diretto da: Gabriel Correa
- Scritto da: Janine Salinas Schoenberg e Devon Turner

### Trama
Betty riceve nel bel mezzo della notte una telefonata dal carcere: Bret ha un'informazione preziosa che le darà solo se verrà trasferito in isolamento. Il mattino seguente, però, Betty e Jughead scoprono che Bret è stato trovato morto nella sua cella. Nel frattempo a scuola durante le prove delle toghe per il diploma Archie e Veronica concordano che sia meglio mantenere la loro rottura segreta, almeno fino al diploma, così che nessuno venga a conoscenza del vero motivo per cui hanno deciso di lasciarsi. Jughead e Betty si recano all'obitorio per avere qualche informazione sulla morte di Bret ed è lì che scoprono che non solo è stato accoltellato ma che gli hanno cavato gli occhi. Si fa sempre più forte il sospetto che ci sia David dietro questo omicidio ma poco dopo scopriranno anche il suo cadavere, impiccato.
I battibecchi tra le sorelle Lodge continuano ma una tregua e una futura alleanza si avvicinano quando Veronica viene salvata dalla sorella da una quasi esecuzione ad opera dei Malloy i quali la informano che vogliono vendetta per il padre ucciso proprio da Hiram. Scoperto che il padre non è per niente cambiato decidono che è il momento di un colpo di stato e con l'aiuto di Hermione cercano di scalare l'impero del padre, il quale si infuria non appena le figlie dichiarano guerra aperta. È così che si alleano decidendo che solo una bella lezione potrà rimetterlo in riga. Hermosa organizzerà un pestaggio ai danni del padre e quando questo chiederà nuovamente aiuto a Veronica lei si rifiuterà così da fargli capire che è giunto il momento per lui di farsi da parte. Il piano funziona perché Hiram decide che è giunto il momento per lui di una bella vacanza, ma Hermione lo informerà che non solo non lo accompagnerà ma che per lui ha rinunciato ai suoi sogni ed è giunto il momento di un cambiamento: il divorzio. Archie viene a sapere dalla madre che finalmente il tribunale deciderà la sorte dell'assassino del padre ma discutono se sia il caso o meno di scrivere una lettera di perdono così che la pena sia più leggera. Il cuore buono di Archie lo spinge alla clemenza ma il dolore per la perdita del padre lo ferma. Più tardi riceverà una visita proprio dal sig. Augustine che lo informerà che il figlio ha deciso di prendersi la colpa e che sarà quindi processato come un adulto. A questo punto chiederà la lettera di clemenza ma il dolore di Archie è troppo forte e non è disposto a perdonare il gesto del ragazzo. Quando torna a casa trova la madre in lacrime mentre guarda il video in cui Black Hood punta la pistola alla tempia del figlio ed è li che capisce la rabbia e il dolore che sta provando. Archie distrugge cassetta e tv e in camera sua si sfoga con lo zio Frank, chiamato dalla madre. Cheryl dal canto suo non accetta che la sua storia con Toni sia finita a causa degli orrori perpetrati dalla sua famiglia e così li convoca per informarli che vuole rimettere in piedi l'attività di famiglia, ma come è ovvio loro si oppongono, così si ritrova costretta a chiedere aiuto alla madre la quale le consiglia di crearsi un alibi, partendo un fine settimana con Toni. Al suo ritorno scoprirà con grande sorpresa che tutta la sua famiglia è morta per avvelenamento, dietro opera della cara madre Penelope, e che adesso è lei l'erede di tutto il patrimonio dei Blossom.
Jughead riceve la lettera di ammissione al corso di scrittura dell'IOWA e tutti sono entusiasti tranne Jellybean che pare nasconda qualcosa. Durante la notte Betty riceve un'altra telefonata strana da Donna, la quale spaventata le chiede aiuto. Tutti i suoi compagni stanno morendo, compresa Joan ed è convinta che la prossima sia proprio lei. Jugh e Betty trovano una nuova videocassetta davanti alla porta di casa. Questa volta il cineasta è entrato in casa loro e nella stanza di Jellybean, riprendendola durante la notte. La famiglia Cooper Jones decide così di lasciare casa e trasferirsi al Five Seasons ed è lí che Betty e Jugh capiscono chi può esserci dietro tutti questi misteri, l'unica persona che ha il potere materiale ed i mezzi per poterli spiare così da sapere tutti i loro spostamenti e pensieri. Si recano di nuovo a casa e lì invitano Charles. Messo davanti al fatto compiuto, confessa che è stato lui ad eliminare Bret, Joan, David perché voleva ripulire dal male le persone che ama, ma solo grazie al suo legame con Chic tutto aveva un senso. Mancava ancora qualcosa però perché non è lui il misterioso cineasta bensì qualcun altro: Jellybean! Il motivo che l'aveva spinta era tenere il fratello vicino a sé. Infatti aveva iniziato a girare i video proprio quando Jugh era stato ammesso alla Stone Wall, ma poi, capendo che non aveva ancora attirato la sua attenzione, aveva deciso di girare dei mini film più cruenti con l'aiuto di Richy, il bambino che giocava con lei a G&G, il sig. David ed altri ragazzi del centro ricreativo. Non aveva capito che questo gioco le stava sfuggendo di mano.
Archie, spinto dalla decisione di costituirsi dello zio Frank, che non vuole più scappare dal suo passato, decide finalmente di chiedere la grazia per il figlio del sig. Augustine scrivendo una commovente lettera al giudice, dicendo che suo padre come lui credeva nel perdono e nelle seconde occasioni.
- Guest stars:
- Ascolti USA: 0,52 milioni

## Capitolo settantanove: "Fine di un'era"
- Titolo originale: Chapter Seventy-Nine: Graduation
- Diretto da: Gabriel Correa
- Scritto da: Roberto Aguirre-Sacasa

### Trama
All'avvicinarsi del diploma, Archie scopre che dovrà ripetere il suo ultimo anno. Tuttavia, il preside Weatherbee gli permette comunque di sfilare durante la cerimonia con i suoi compagni. Dopo la scoperta che Jellybean fosse la voyeur, FP prende la decisione di tornare a Toledo con Gladys. La banda si diploma mentre Archie decide di arruolarsi nell'esercito, dopo aver combattuto con l'assenza di Fred. FP e Jellybean partono e gli studenti della Riverdale High seppelliscono una capsula del tempo. Nel frattempo, Cheryl decide di non frequentare il college e rompe con Toni. Archie annuncia al gruppo che sta partendo per arruolarsi nell'esercito e si salutano definitivamente il giorno successivo; promettendosi che si sarebbero incontrati ad un anno da quel giorno. Dopo che Archie se ne va, la banda smette rapidamente di parlare. Veronica va in vacanza con Hermione prima del college. Betty confessa a Jughead di aver baciato Archie. Jughead si trasferisce dalla casa dei Cooper dopo la partenza di Betty per Yale e si accovaccia nella casa di Archie prima che venga venduta. Quindi si trasferisce nel bunker fino all'inizio del college. Ad un anno dal loro ultimo addio, Jughead va da Pop's per incontrare Archie, Betty e Veronica, ma nessuno dei tre si fa vedere. Osserva che alla fine erano dovuti passare altri sei anni prima che la banda si riunisse, ricongiunti da un altro mistero.
- Guest stars:
- Ascolti USA: 0,54 milioni

## Capitolo ottanta: "Purgatorio"
- Titolo originale: Chapter Eighty: Purgatorio
- Diretto da: Steven A. Adelson
- Scritto da: Roberto Aguirre-Sacasa

### Trama
Dopo sette anni lontano da Riverdale, Archie torna a casa e trova Toni esibirsi con Fangs e Sweet Pea al Whyte Wyrm, quello che prima era Le Bonne Nuit. La ragazza, che aspetta un bambino, porta Archie in giro per la città, per mostrargli come questa si sia trasformata, e vedendolo con i suoi occhi Archie si rende conto che Hiram, nel frattempo diventato sindaco, sta cercando di distruggere e smantellare Riverdale per trarne vantaggio. Nel frattempo, Betty si sta allenando con l'FBI a Quantico, in Virginia, e ha vividi incubi di quando è stata tenuta prigioniera dall'assassino del sacco della spazzatura (Trash Bag Killer), il risultato di una missione che per lei è andata terribilmente storta. Si vede poi Veronica celebrare il suo anniversario di matrimonio con suo marito, Chad, che controlla anche dove la moglie sceglie di lavorare. Vorrebbe formare una famiglia, avere dei figli, ma Veronica non si sente pronta perché non vuole mettere da parte le sue ambizioni. A New York, Jessica, la ragazza di Jughead, si trasferisce perché si rende conto che per il ragazzo, divenuto uno scrittore abbastanza affermato, il suo romanzo è più importante di lei. A Riverdale, durante il giro di ricognizione, Toni racconta ad Archie che Cheryl ha respinto per anni le sue avance, ritirandosi e chiudendosi a Thornhill che nel frattempo sta ricostruendo, con Nana Rose. Archie e Toni infine tornano da Pop's per incontrare Betty, Jughead e Veronica, tutti e tre hanno risposto positivamente all'appello lanciato da Archie con le sue telefonate. Nel frattempo, Lynette "Squeaky" Fields, una cameriera di Pop's, trasferitasi a Riverdale qualche tempo prima per cambiare vita, decide di ripartire e mettersi in viaggio per la California. Un viaggio pericoloso perché, come la voce narrante di Jughead racconta minacciosamente, la ragazza non arriverà mai in California.
- Guest stars: Tina Rahimi (Lynette "Squeaky" Fields)
- Ascolti USA: 0,48 milioni

## Capitolo ottantuno: "Ritorno a casa"
- Titolo originale: Chapter Eighty-One: The Homecoming
- Diretto da: Michael Grassi
- Scritto da: Roberto Aguirre-Sacasa

### Trama
Dopo essere tornati a casa, la banda si rende presto conto che la Riverdale High rischia di perdere i suoi fondi a causa di insegnanti e studenti che sono passati alla Stonewall Prep. Betty torna a casa dove trova Alice e i gemelli e infine si imbatte in Polly che rientra furtivamente a notte fonda. La sorella sostiene di aver lavorato in una discoteca, ma Archie la vede con i Ghoulies, che nei mesi precedenti hanno occupato abusivamente la sua vecchia casa, e sospetta che stia facendo uso di droghe. Betty affronta Polly ma Alice la spegne. Archie e Betty, insieme ad alcuni dei Serpenti, fanno irruzione nella casa degli Andrews e trovano prove per mandarli in prigione e liberare finalmente la casa. Dopo aver ripulito tutto il casino, Betty e Archie fanno sesso sotto la doccia. Nel frattempo, Jughead ancora paralizzato dal blocco dello scrittore, riesce a scampare agli esattori, con i quali ha un grande debito, nascondendosi dietro il bancone di Pop's. Chiede a Tabitha, nipote di Pop Tate, un lavoro da cameriere da Pop's. Veronica si rende conto che Chad la sta facendo seguire e ha congelato i loro conti bancari. Archie convince Betty, Jughead e Veronica a diventare insegnanti temporanei alla Riverdale High in modo che le porte della scuola possano rimanere aperte. Grazie all'aiuto finanziario di Cheryl, chiamata in aiuto da Toni, la Riverdale High viene successivamente privatizzata, e Hiram scioglie la township di Riverdale. Polly, dopo aver litigato con Betty, non rientra a casa e nei fotogrammi finali dell'episodio la si vede scappare nel mezzo di una strada buia inseguita da un camion.
- Guest stars: Marion Eisman (Doris Bell)
- Ascolti USA: 0,59 milioni

## Capitolo ottantadue: "Ritorno a scuola"
- Titolo originale: Chapter Eighty-Two: Back to School
- Diretto da: Gabriel Correa
- Scritto da: Ariana Jackson

### Trama
Il gruppo inizia il suo primo giorno nel ruolo di nuovi insegnanti della Riverdale High, mentre Hiram e Reggie lottano per trovare il modo di mantenere la città in sofferenza. Polly è scomparsa ormai da diversi giorni e Toni dice a Betty che Polly si era incontrata con un camionista per fare sesso in una fermata di camion. Betty e Alice seguono un'indicazione del camionista e trovano le cose di Polly sul lato della Lonely Highway. Nel frattempo, Chad arriva in città a trovare Veronica e Archie si presenta a casa sua per chiedere all'amica di finanziare la squadra di football. Doris Bell, la segretaria della Riverdale High, adesso lavora anche come informatrice sia per Cheryl che per Hiram e dice a Cheryl che Toni ha reintegrato le Vixens e ad Hiram che Archie ha fondato la squadra di football. Veronica cerca di aprire una gioielleria nell'ex Blue Velvet Video e Betty e Archie cercano di trovare posti dove potersi vedere all'insaputa di Jughead. Tabitha aiuta Jughead con il suo libro e lo conduce da un vecchio (Old Man Dreyfus) che gli racconta di come i suoi amici siano stati rapiti da alieni, conosciuti come i Moth Men che vivono nei boschi intorno alla Lonely Highway. Alice, Betty e Kevin riescono a rintracciare il cellulare di Polly e questo li porta ad una inquietante scoperta nella palude di Swedlow. A fine episodio Jughead avverte Archie del fatto che dall'esterno sono stati appiccati degli incendi e la casa sta per andare a fuoco.
- Guest stars: Marion Eisman (Doris Bell), John Prowse (Old Man Dreyfus)
- Ascolti USA: 0,60 milioni

## Capitolo ottantatré: "Bagliori nel buio"
- Titolo originale: Chapter Eighty-Three: Fire in the Sky
- Diretto da: Gabriel Correa
- Scritto da: Ted Sullivan

### Trama
Betty, Alice e Kevin portano all'obitorio un cadavere che hanno trovato nella palude di Swedlow. Il dottor Curdle Jr. non è in grado di identificare il corpo e Betty sospetta che sia il corpo di Margaret, una donna scomparsa anni fa. Tuttavia, il corpo di Margaret viene recuperato giorni dopo. Nel frattempo, Veronica arruola i suoi studenti per aiutarla a costruire la sua gioielleria mentre incanalano i soldi nell'economia di Riverdale. Hiram, tuttavia, cerca di decostruire il suo piano. Archie riceve una visita dal caporale Jackson proprio mentre sta reintegrando i vigili del fuoco di Riverdale. Cheryl e Toni decidono di allenare insieme le Vixens, ma si scontrano. Jughead e Tabitha continuano a indagare sui Moth Men e scoprono che Nana Rose ha tenuto un cadavere sfigurato di uno dei Moth Men in una botte di acero per diversi decenni. Disimballano il cadavere in cucina da Pop's. Durante il turno al cimitero, Jughead vede una luce brillante fuori da Pop's. La sua mente diventa vuota e non riesce a ricordare cosa è successo dopo. Il giorno dopo il cadavere della cucina è sparito. Mentre Betty si rende conto che più donne sono scomparse dalle città vicine, inizia a sospettare che un serial killer sia in libertà.
- Guest stars:
- Ascolti USA: 0,52 milioni

## Capitolo ottantaquattro: "Coppie in crisi"
- Titolo originale: Chapter Eighty-Four: Lock & Key
- Diretto da: Rachel Talalay
- Scritto da: Arabella Anderson

### Trama
Jughead lotta con il suo possibile incontro alieno e Tabitha lo conforta. In seguito vede anche un'allucinazione di tipo alieno mentre insegna alla Riverdale High e anche dopo aver fatto il bagno a casa. Kevin e Fangs decidono di abbandonare la loro relazione aperta e annunciano alla banda che sono fidanzati e aiutano Toni a crescere suo figlio. Tuttavia, Kevin ha difficoltà a impegnarsi con Fangs. Cheryl è rattristata dall'annuncio e decide di ospitare una festa chiave a Thornhill. Alla festa, Archie e Chad litigano, il che fa sì che Veronica chieda il divorzio. Cheryl rivela a una Toni disinteressata che ha costruito un asilo nido in modo che possano crescere insieme il bambino. Archie e Betty lottano per impegnarsi a vicenda e Archie e Veronica riaccendono la loro storia d'amore. Kevin interrompe il suo fidanzamento con Fangs e Cheryl condivide un momento appassionato con Minerva. Betty e Alice ricevono una chiamata da Polly, sostenendo di essere in una cabina telefonica al largo della Lonely Highway. Quando arrivano, trovano la cabina telefonica smontata e ricoperta di sangue.
- Guest stars:
- Ascolti USA: 0,45 milioni

## Capitolo ottantacinque: "Demolitore"
- Titolo originale: Chapter Eighty-Five: Destroyer
- Diretto da: Rob Seidenglanz
- Scritto da: Ace Hasan

### Trama
Archie e Veronica lottano per mantenere vivo lo spirito dei Bulldog dopo aver perso diverse partite. Betty riceve una telefonata da Glen sul sangue scoperto sulla cabina telefonica distrutta; ed è una corrispondenza con Polly. Betty fatica a rendersi conto che Polly è molto probabilmente morta e dice ad Alice che il sangue di Polly non era una corrispondenza. Nel frattempo, Jughead si rende conto che uno studente della sua classe potrebbe aver avuto incontri con i Moth Men. Tuttavia, lo studente lascia la città con i suoi genitori. Betty e Jughead visitano Old Man Dreyfus al largo della Lonely Highway, ed è convinto che Polly abbia avuto un incontro con i Moth Men. Kevin decide di tornare alla crociera, ma incontra un posto di blocco. I Bulldog affrontano gli Stonewall Stallions e ottengono una piccola vittoria quando segnano per la prima volta nella stagione. Betty va alla fermata del camion per salvare le ragazze e ottenere giustizia per Polly. A casa, Betty trova Glen, che dice ad Alice che il sangue di Polly era una corrispondenza.
- Guest stars: John Prowse (Old Man Dreyfus)
- Ascolti USA: 0,46 milioni

## Capitolo ottantasei: "L'uomo puntaspilli"
- Titolo originale: Chapter Eighty-Six: The Pincushion Man
- Diretto da: Gabriel Correa
- Scritto da: Chrissy Maroon

### Trama
Betty scopre che Glen sta scrivendo una dissertazione sulla famiglia Cooper mentre Alice e Betty scoprono che Juniper e Dagwood potrebbero essere vittime dell'oscurità della famiglia. Archie scopre che potrebbe essere stato mandato in una missione sporca proprio mentre lui e Kevin si preparano per la serata genitori-insegnanti. Hiram e Reggie si preparano ad acquistare le piantagioni d'acero Blossom da Cheryl, che rifiuta. Jughead e Tabitha si ritrovano a baciarsi da Pop's. Jughead convince Tabitha a vegliare su di lui mentre prende funghi provenienti dalle radici d'acero, per aiutarlo a scrivere il suo nuovo romanzo. Con riluttanza accetta, dopo che Jessica è arrivata in città. Hiram provoca intenzionalmente un'irruzione nella prigione. Charles e Chic arrivano a casa Cooper per essere uniti in matrimonio da Alice. Quando Glen arriva, decidono di giocare a "L'uomo puntaspilli". A Juniper viene detto di pugnalare Glen, ma Betty riesce ad accoltellare Chic e poi a sparare a Charles, non ferendoli mortalmente. Veronica, intanto, incontra problematiche per il suo divorzio. Reggie dà fuoco agli aceri dei Blossom e Jughead vive un orribile viaggio a causa della droga, dopo che Tabitha lo abbandona. L'FBI decide di spostare il caso della scomparsa di Polly a nord del paese, ma Betty decide di non arrendersi e di prendere in mano la situazione. Tabitha torna al bunker da Jughead, ma trova delle impronte di mani insanguinate su una copia completa del romanzo.
- Guest stars: Hart Denton (Chic)
- Ascolti USA: 0,49 milioni

## Capitolo ottantasette: "Strane alleanze"
- Titolo originale: Chapter Eighty-Seven: Strange Bedfellows
- Diretto da: Tessa Blake
- Scritto da: Aaron Allen

### Trama
Archie decide di rompere con Veronica fin quando il suo divorzio con Chad non sarà ufficializzato. Nel frattempo, Veronica ritorna a New York e la sua gioielleria viene derubata da parte di Darla e Dodger. Tabitha e Betty sono preoccupate per la sparizione di Jug e ricevono l'aiuto da parte di Jessica, la ex fidanzata di Jug, che viene da New York. Jessica però droga le ragazze per rubargli il manoscritto di Jug. Nel mentre alcuni ostaggi trattengono Hiram a El Royale, in cui si trova anche lo sceriffo Keller, perché vogliono ricevere il loro palladio. A Thornhill, Penelope forma una nuova chiesa per la morte di Jason e Cheryl è riluttante all'idea fin quando non riceve una rivelazione che la convince a partecipare. Si scopre che Jughead si trova a vagabondare da qualche parte in stato confusionale, lasciando tuttavia una nota vocale a Tabitha che rivela dove egli si trova.
- Guest stars: Azura Skye (Darla), Juan Riedinger (Dodger), Adrian Hough (Doc)
- Ascolti USA: 0,38 milioni

## Capitolo ottantotto: "Cittadino Lodge"
- Titolo originale: Chapter Eighty-Eight: Citizen Lodge
- Diretto da: James DeWille
- Scritto da: Brian E. Paterson

### Trama
Reggie ripaga il debito che suo padre ha con Hiram, ma decide di voler ancora lavorare con lui data la scarsa affinità che ha con suo padre. Reggie, dunque, chiede ad Hiram quale sia la sua storia e quest'ultimo la racconta: Hiram, al secolo Jaime Luna, iniziò a lavorare come lucidatore di scarpe, ma rendendosi conto che non riusciva a portare a casa la pagnotta iniziò a lavorare per un gangster locale, Vittorio "Vito" Alto. Nel mentre riuscì anche a conquistare una giovane Hermione, all'epoca Apollonia Gomez, di cui si innamorò e che sposò. Il padre di Hiram, non prendendo affatto bene questo comportamento, andò direttamente da Vito minacciandolo se non avesse smesso di far lavorare il figlio da lui, beccandosi una pallottola in testa dai suoi uomini come risposta. Hiram allora uccise gli uomini che uccisero suo padre, slegando ogni legame con il cognome Luna e prendendo il cognome Lodge. La scena torna nel presente, in cui Hiram, con l'aiuto di Hermosa, riesce a localizzare il vecchio Vito, ancora vivo ed attualmente abitante all'interno di una casa di riposo, andando personalmente ad ucciderlo.
- Guest stars: Michael Consuelos (Hiram da giovane), Louis Ferreira (Vito Alto)
- Ascolti USA: 0,47 milioni

## Capitolo ottantanove: "Cani abbandonati"
- Titolo originale: Chapter Eighty-Nine: Reservoir Dogs
- Diretto da: Gabriel Correa
- Scritto da: Evan Kyle

### Trama
A Betty viene proibito di fingersi un'agente dell'FBI quindi, con Tabitha, cerca un modo di attirare camionisti sulla Lonely Highway per scoprirne di più dei killer e della scomparsa di Polly. Nel mentre, Archie ed Eric hanno incubi ricorrenti di quando erano in guerra e viene loro regalato un cane dallo zio Frank per cercare di rilassarli e aiutarli a superare i traumi. Realizzano poco dopo che il cane in realtà proveniva da combattimenti e scoprono un giro di combattimenti clandestini all'interno di Riverdale. Reggie e Veronica intanto cercano di ricostruire un business della gioielleria di quest'ultima, precedentemente derubata, cercando un business con i compratori di SoDale, un terreno vuoto promesso, come truffa, da Hiram. Reggie e Veronica cercano di convincere questi compratori che SoDale è una truffa e che dovrebbero invece investire sulla loro gioielleria. Cheryl cerca di far rimettere insieme Kevin e Fangs, quest'ultimo però ha già iniziato a frequentare Moose. Kevin decide allora di unirsi a Penelope e Cheryl nella loro nuova chiesa a Thornhill. Dopo una festa fatta apposta per attirare camionisti, Betty e Tabitha riescono a catturare uno dei killer dell'autostrada, Martin, che cerca di ucciderle, venendo tuttavia incatenato e portato via dalle due ragazze.
- Guest stars: Cody Kearlsey (Moose Mason), Thomas Nicholson (Martin Tucker)
- Ascolti USA: 0,47 milioni

## Capitolo novanta: "La galleria notturna"
- Titolo originale: Chapter Ninety: The Night Gallery
- Diretto da: Mädchen Amick
- Scritto da: James DeWille

### Trama
A Thornhill, Cheryl mostra a Minerva la sua nuova collezione di quadri. Il primo dipinto mostra Archie, e viene raccontata la sua storia tramite un incontro fra lui e una terapista. Spostando l'attenzione su di lui, si scopre che la miniera in cui lui e i suoi uomini stanno scavando per estrarre il palladio contiene un'alta concentrazione di sostanze allucinogene che fanno vivere a loro moltissime visioni, tra cui anche la visione dei soldati morti in battaglia e degli uomini falena. Quindi si scopre che gran parte dei traumi di Archie erano anche causati dalle sostanze presenti nella miniera. Cheryl passa al dipinto di Betty e la storia vira su di lei: sta tenendo rinchiuso il killer in un magazzino, legato, cercando di estorcergli la verità su Polly. Betty non riesce a farlo confessare, in quanto lui si prende gioco di lei, allora Betty va a chiedere il permesso alla madre di ucciderlo definitivamente, con il permesso che viene accordato. Tuttavia, quando torna per ucciderlo, Betty scopre che il killer ci ha già pensato da sé, mordendosi la lingua. Si passa a Jughead: la sua storia della sparizione viene finalmente a galla. Si scopre che, sotto gli effetti dei funghetti, è tornato a New York per scoprire cosa gli è successo. La sera della sparizione è caduto nelle fogne, incontrando il cosiddetto "Re Ratto", al quale avrebbe raccontato le sue storie. Dopo il racconto delle sue peripezie, Jughead decide di seguire un gruppo di recupero per alcolisti e drogati.
- Guest stars: Thomas Nicholson (Martin Tucker), Crystal Balint (dottoressa Winters), Ramon Terrell (Leader del gruppo di recupero di Jug)
- Ascolti USA: 0,36 milioni

## Capitolo novantuno: "Le Pussycats"
- Titolo originale: Chapter Ninety-One: The Return of the Pussycats
- Diretto da: Robin Givens
- Scritto da: Ariana Jackson e Evan Kyle

### Trama
Durante il suo tour mondiale, Josie McCoy decide di tornare improvvisamente a Riverdale, dopo avere appreso della morte di suo padre Myles per cause naturali. Durante il suo ritorno a Riverdale, Josie si ritrova con i suoi vecchi amici e con le sue due compagne di band Valerie e Melody, delle quali viene mostrata la carriera che hanno fatto sino ad ora. Dopo un po' di riluttanza, le ragazze decidono di riunirsi con Josie per un unico concerto al White Wyrm. Nel frattempo, Alexandra Cabot giunge in città parlando dell'acquisizione del Pop's e Toni dà alla luce il suo bambino nella cucina del locale. Josie riallaccia con Sweet Pea e propone alle vecchie compagne di tornare insieme per un tour mondiale. Prima di partire e lasciare Riverdale, Sweet Pea si offre di andare con loro e Josie accetta. Inoltre, un vecchio amico di suo padre, Toots Sweet, confessa a Josie e a sua madre che forse il padre non è morto di cause naturali, ma potrebbe essere stato ucciso.
- Guest stars: Ashleigh Murray (Josie McCoy), Asha Bromfield (Melody), Hayley Law (Valerie), Reese Alexander (Myles McCoy), Camille Hyde (Alexandra Cabot), Ron Selmour (Toots Sweet)
- Ascolti USA: 0,39 milioni

## Capitolo novantadue: "Fratelli caduti"
- Titolo originale: Chapter Ninety-Two: Band of Brothers
- Diretto da: Robin Givens
- Scritto da: Janine Salinas Schoenberg

### Trama
Archie cerca giustizia per gli uomini uccisi in battaglia durante la sua vita da soldato, sostenendo che quella battaglia fosse troppo pericolosa e insensata. Veronica, nel frattempo, con l'aiuto di Reggie e successivamente di Cheryl, cerca di disturbare economicamente sia suo padre che il suo ormai quasi ex marito. Cheryl cerca di togliere l'autorità della chiesa a sua madre per averla tutta per sé, cercando di compiere dei "miracoli" e dedicando corpo e anima per questa sua vocazione, che la porta anche a digiunare. Jughead intraprende un tour di scuse per la sua lunga assenza e mancanza di lucidità mentale che l'hanno caratterizzato negli ultimi tempi. Cercando di mantenere la sua sobrietà ma avendo delle scadenze letterarie, inizialmente spaccia un racconto di una sua studentessa, Cora, per suo, rendendosi conto però poi dell'errore e venendo licenziato dal suo agente. Nel frattempo, Betty e Tabitha cercano ancora di attrarre camionisti sulla Lonely Highway. Archie riesce ad ottenere giustizia per tutti i suoi compagni morti in guerra, dimostrando che il suo superiore, il generale Taylor, in battaglia aveva intrapreso una via troppo pericolosa e riuscendo, forse una volta per tutte, a liberarsi degli incubi.
- Guest stars: Gardiner Millar (generale Taylor)
- Ascolti USA: 0,45

## Capitolo novantatré: "Danza mortale"
- Titolo originale: Chapter Ninety-Three: Dance of Death
- Diretto da: Nathalie Boltt
- Scritto da: Devon Turner

### Trama
Veronica e Chad hanno divorziato ed Hiram pensa che alla fine la colpa sia di Archie; quindi, Hiram sobilla Chad spingendolo a un tentativo fallimentare di uccidere il giovane Andrews. Nel frattempo Kevin decide di abbandonare la chiesa, a causa dell'ossessivo comportamento di Cheryl, totalmente immersa nella sua fede, che viene messa in dubbio quando nella cava in cui lavorano Archie e i suoi compagni si verifica una violenta esplosione, causata da Hiram Lodge, sempre con l'obiettivo di uccidere Archie. Veronica viene successivamente attaccata da Chad, il quale viene ucciso da lei, che successivamente minaccia di morte anche il padre. Jug, tornato in forze, scopre con Betty un legame antichissimo tra la famiglia Blossom e Old Man Dreyfus, raccontato da Nana Rose, precedentemente contattato da Jug per raccontare la storia sugli uomini falena. Scoprono che Old Man Dreyfus è a capo della gang dei camionisti killer, andando quindi nel posto e dopo una battaglia in cui muoiono alcuni dei suoi uomini, scoprono il corpo della cameriera Lynette, la prima vittima dei camionisti. Anche gli uomini falena erano uomini della famiglia di Dreyfus, il quale infine ammette dove si trova il cadavere di Polly.
- Guest stars: John Prowse (Old Man Dreyfus), Kyra Leroux (Britta)
- Ascolti USA: 0,35

## Capitolo novantaquattro: "Next to Normal"
- Titolo originale: Chapter Ninety-Four: Next to Normal
- Diretto da: Ronald Paul Richard
- Scritto da: Tessa Leigh Williams

### Trama
Alice e Betty si recano sul posto del cadavere di Polly e la madre inizia a soffrirne terribilmente, credendo per giorni di averla ancora viva in casa: si rifiuta di uscire di casa, cucina per lei e per suo fratello Charles, sfoglia costantemente foto di quando Polly era piccola. Alice accusa Betty della morte di Polly, a causa del suo abbandono della città per 7 anni. Nel frattempo Cheryl accoglie la proposta di Toni di accogliere Britta, una bambina cacciata di casa per aver fatto coming out con i suoi genitori. Archie e Veronica decidono di prendersi una pausa a causa delle diverse aspirazioni dei due: Ronnie sogna infatti una carriera a New York mentre Archie vuole rimanere a Riverdale. Toni e Fangs capiscono di essere innamorati e si mettono insieme. Nel frattempo giungono in città i genitori di Tabitha la quale chiede a Jug di fingere di essere il suo ragazzo. Suo padre, quando scopre la sua "relazione" con Jughead, non la accetta, intimandogli di non presentarsi alla cena di famiglia. Tuttavia alla cena si presenta ugualmente portandosi via Tabitha, e decidono realmente di mettersi insieme. Alla fine viene celebrato il funerale di Polly con tutte le persone presenti, tra cui anche Alice, che finalmente accetta la morte della figlia e si scusa con Betty per le terribili accuse che le ha lanciato in stato di shock.
- Guest stars: Benton Greenee (padre di Tabitha), Catherine Lough Haggquist (madre di Tabitha), Kyra Leroux (Britta)
- Ascolti USA: 0,25

## Capitolo novantacinque: "Riverdale: Riposa in pace (?)"
- Titolo originale: Chapter Ninety-Five: Riverdale: RIP (?)
- Diretto da: Gabriel Correa
- Scritto da: Roberto Aguirre-Sacasa e Greg Murray

### Trama
Betty riesce finalmente a diventare un'agente dell'F.B.I. Veronica decide di esiliare per sempre Hiram dalla città di Riverdale quando compie l'ennesima azione malvagia: fa esplodere il Pop's. Tabitha e Jughead, devastati dall'accaduto, bruciano tutti i possedimenti e gli uffici di Hiram. Nel frattempo, a Thornhill, Cheryl viene a scoprire che una sua antenata era stata bruciata viva dagli antenati dei suoi amici in quanto considerata strega, e con le ultime parole aveva maledetto la città di Riverdale, indi per cui pretende delle scuse formali da parte di tutti quanti. Ci si riunisce per decidere quale sarà il destino finale di Riverdale, ora che Hiram è stato esiliato e la città è stata rivendicata. Viene messo su un consiglio, formato da Tabitha, Toni, Alice e Frank Andrews, che si occuperanno di far tornare la città allo splendore di un tempo e reincorporare tutti i territori smembrati da Hiram. Tutto sembra andare per il meglio, tranne che Cheryl afferma che la "sua" Thornhill sarà fuori dalla giurisdizione di Riverdale. Veronica e Reggie si baciano e lavorano insieme. Archie riscopre il suo amore verso Betty, ma come salgono sul letto si sente un tintinnio: una bomba è stata piazzata sotto il loro letto. La stagione si conclude con Hiram che soddisfatto lascia la città di Riverdale dopo aver compiuto un'ulteriore, forse ultima, azione malvagia.
- Guest stars: Kyra Leroux (Britta)
- Ascolti USA: 0,36